# Società Ginnastica Amsicora (hockey su prato maschile)
La Società Ginnastica Amsicora è una associazione  polisportiva dilettantistica (A.S.D.)  con sede a Cagliari. Fondata nel 1897, è conosciuta soprattutto per le sezioni di Hockey su prato, società più titolata d'Italia a livello maschile e pluriscudettata in quello femminile.
La Sezione Hockey su prato maschile della S.G. Amsicora nasce nel 1950.

## Palmarès

### Competizioni nazionali
- Scudetto: 24

1953, 1956, 1958, 1960, 1961, 1965, 1967, 1976, 1978, 1981 , 1983-84, 1984-85, 1987-88, 1988-89, 1989-90, 1991-92, 1995-96, 1999-00, 2002-03, 2003-04  , 2012-13, 2014-15, 2015-16, 2019-20
- Scudetto indoor: 5

1978-79, 1980-81, 1988-89, 1989-90, 1991-92
- Coppa Italia: 5

1992-93, 1998-99, 2002-03, 2003-04, 2017-18
- Supercoppa italiana: 1

2022-2023

### Competizioni giovanili
- Campionato italiano Under-14: 11

1974, 1975 sud, 1976 sud, 1977 sud, 1980, 1981, 1984-85, 1991-92, 1997-98,  2002-03, 2013-14
- Campionato italiano Under-16: 9

1980, 1981, 1981-82, 1986-87, 1992-93, 1997-98, 2001-02, 2003-04, 2004-05
- Campionato italiano Under-18: 11

1965, 1966, 1973, 1976, 1977, 1981-82, 1986-87, 1994-95, 1995-96, 2002-03, 2004-05
- Campionato italiano Under-21: 3

2006-07, 2008-09, 2015-16
- Campionato italiano Sud Under-16 Indoor: 4

1989-90, 1991-92, 1992-93, 1993-94
- Campionato italiano Under-18 Indoor: 2

1988-89, 1995-96